# Allende, Motozintla
Allende är en ort i Mexiko.   Den ligger i kommunen Motozintla och delstaten Chiapas, i den sydöstra delen av landet, 900 km sydost om huvudstaden Mexico City. Allende ligger 2 376 meter över havet och antalet invånare är 149.
Terrängen runt Allende är varierad. Allende ligger uppe på en höjd. Runt Allende är det ganska tätbefolkat, med 214 invånare per kvadratkilometer. Närmaste större samhälle är Motozintla de Mendoza, 5,5 km norr om Allende. I omgivningarna runt Allende växer i huvudsak blandskog.